# Ferdinand Guillaume
Ferdinand Guillaume (* 19. Mai 1887 in Bayonne, Frankreich; † 3. Dezember 1977 in Viareggio, Italien), auch bekannt unter den Künstlernamen Tontolini und Polidor, war ein französisch-italienischer Schauspieler, Komiker, Stummfilmregisseur und Autor.

## Leben und Karriere
Ferdinand Guillaume entstammte einer französischen Zirkusfamilie, seine Vorfahren sollen adeliger Herkunft gewesen sein. Nach ersten Bühnenerfahrungen kam er 1910 zur italienischen Filmkomödie, die sich gerade erst im Aufbau befand und häufig auf die Dienste französischer Komiker vertraute. Er wurde von der Filmgesellschaft Cines engagiert, die eine Serie von Filmkomödien mit der von ihm verkörperten Figur Tontolini veröffentlichte. Diese brachte Cines und dem italienischen Film internationales Renommee auf dem Gebiet des komödiantischen Films. Bei seinem ersten Langfilm spielte Guillaume 1911 die Titelrolle in der wohl ersten Pinocchio-Verfilmung unter Regie von Giulio Antamoro. Danach wurde er von der Filmgesellschaft Pasquali abgeworben, für die er zwischen 1912 und 1915 als Polidor eine neue Filmkomödienreihe schuf. In den 1910er-Jahren wurde er damit zeitweise zum beliebtesten Filmkomiker Italiens, außerdem führte er während dieser Zeit bei über 100 (Kurz-)Filmen Regie und schrieb zu einem Dutzend Filme das Drehbuch. Guillaumes Komik orientierte sich entsprechend seiner Herkunft an der aus Zirkus- und Burlesque-Shows, oft gingen die Gags um die Durchbrechung sozialer Rituale. Manchmal spielte seine Filmhandlung auch in der Filmindustrie.
Mit Beginn der 1920er Jahre war seine erfolgreiche Phase als Filmkomiker vorbei und er wandte sich wieder der Bühne zu, wo er die nächsten Jahrzehnte Auftritte im Stile des Vaudeville absolvierte. Nur gelegentlich kam er zu Nebenrollen im Film. Ab 1957 übernahm Polidor kleinere Rollen in einer Reihe von Filmen unter Federico Fellinis Regie, beispielsweise als Mönch in Die Nächte der Cabiria und in einem markanten Kurzauftritt als Clown in Das süße Leben. Pier Paolo Pasolini besetzte ihn 1961 als Totengräber in Accattone – Wer nie sein Brot mit Tränen aß. Insgesamt spielte Guillaume in über 320 Filmen zwischen 1910 und 1968, wobei es sich bei der Mehrzahl um heute verschollene Stummfilme handelt. Er starb im Dezember 1977 im Alter von 90 Jahren.

## Filmografie (Auswahl)
- 1910: Pillole portentose
- 1911: Hippeltitsch (Pinocchio)
- 1911: Tontolini è triste
- 1918: Venti giorni all’ombra
- 1940: Die Tochter des Korsaren (La figlia del corsaro verde)
- 1944: Carmen
- 1946: Teheran
- 1957: Die Nächte der Cabiria (Le notti di Cabiria)
- 1958: Marietto, Camilla und der liebe Gott (Ballerina e Buon Dio)
- 1960: Das süße Leben (La Dolce Vita)
- 1961: Accattone – Wer nie sein Brot mit Tränen aß (Accattone)
- 1962: Boccaccio 70
- 1963: Achteinhalb (8½)
- 1963: Die Bienenkönigin (Una storia moderna – l’ape regina)
- 1964: Cyrano und d’Artagnan (Cyrano et d'Artagnan)
- 1968: Außergewöhnliche Geschichten (Histoires extraordinaires)